# Барон Ейр

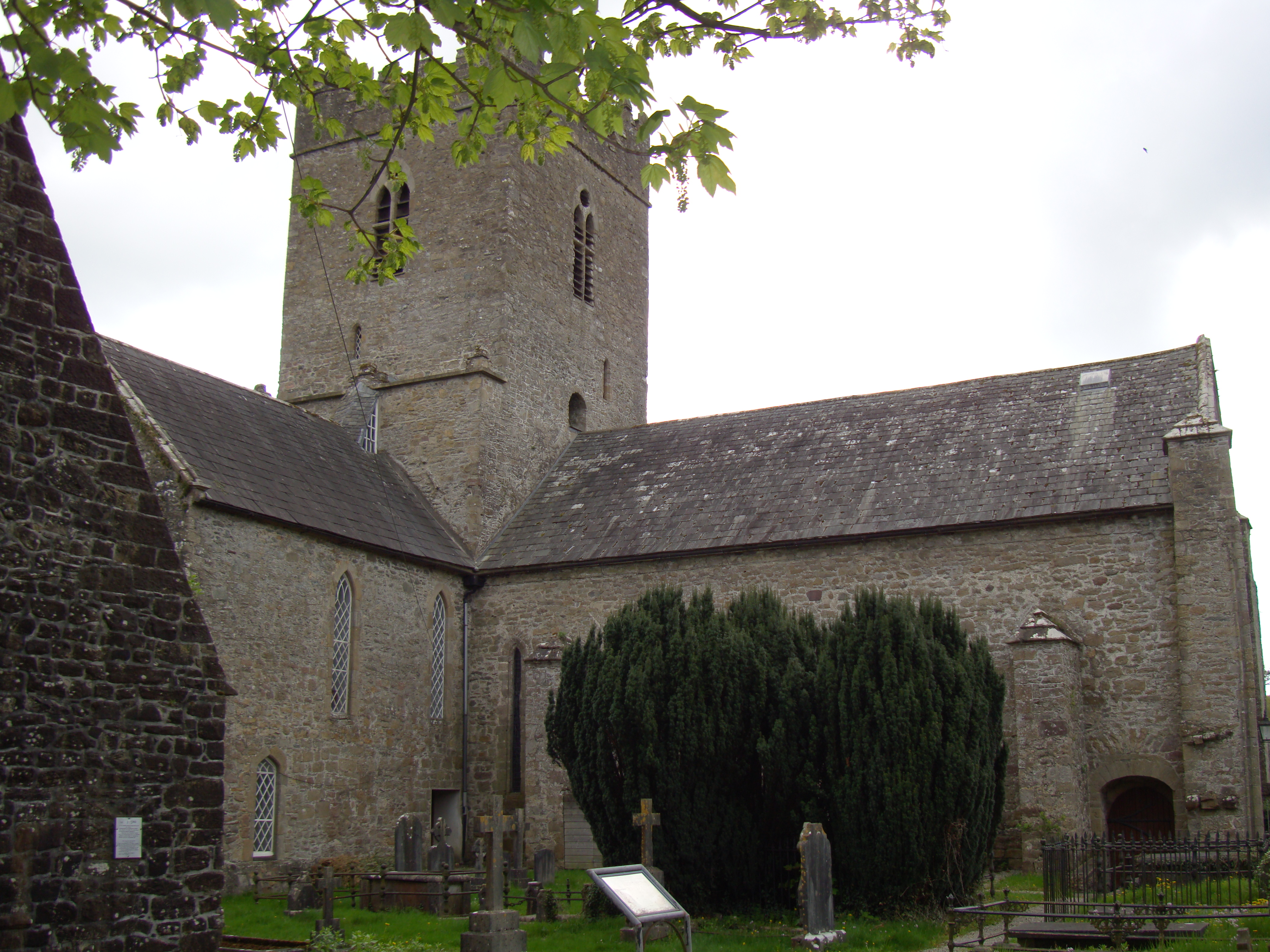
Кафедральний собор Святого Фланнана в Кіллалое.

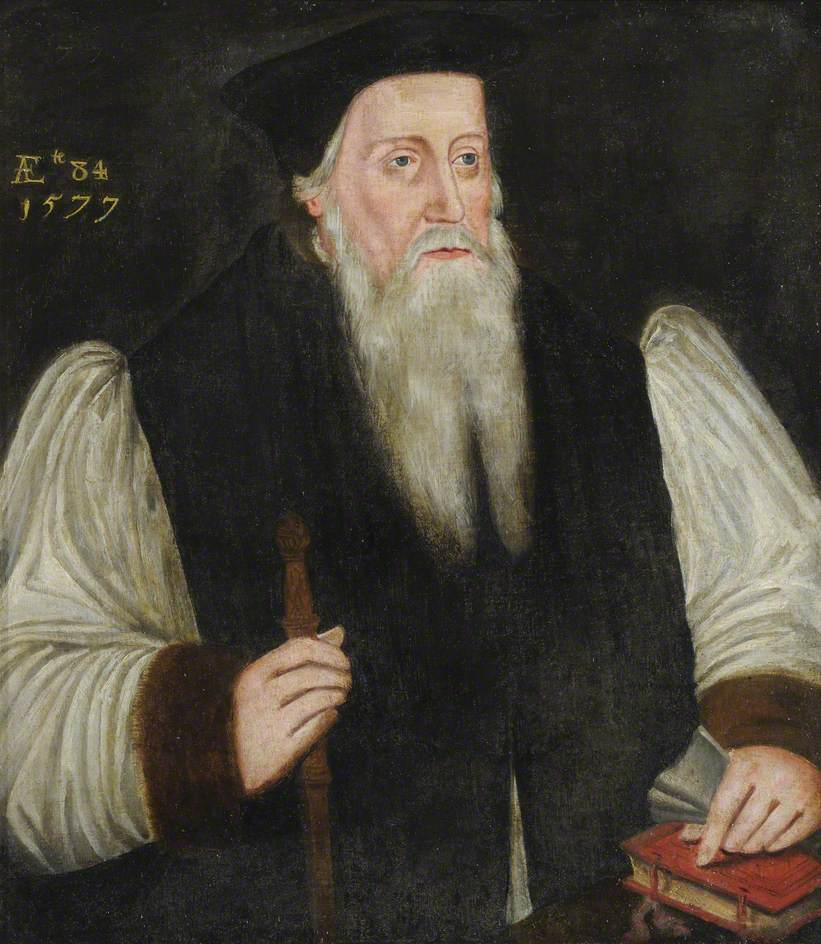
Річард Кокс - єпископ Елі, предок сера Річарда Кокса.

Барон Ейр (ірл. – Baron Eyre) – аристократичний титул в Ірландії. Першим і останнім бароном Ейр був Джон Ейр (1720 – 30 вересня 1781 року) – ірландський політик та землевласник.
Джон Ейр був сином преподобного Джайлза Ейра - декана Кіллалое та Мері Кокс - внучки сера Річарда Кокса – І баронета, лорда-канцлера Ірландії. Джон Ейр здобув освіту в Трініті-коледжі, Дублін. Він був онуком Джона Ейра - депутата парламента Ірландії від Ґолвей, і правнуком Джона Ейра - мера міста Ґолвей. Його дядько Джон Ейр теж був депутатом парламенту Ірландії від графства Ґолвей.
Його батько - Джайлз Ейр (1689 – 1749) був англіканським священник в Ірландії у XVIII столітті. Його батько – дід барона Ейра - Джон Ейр із замку Ейркурт (помер у 1741 році) був онуком Джона Ейра, поселенця Кромвеля в Ґолвей. Джайлз Ейр теж отримав освіту в Трініті-коледжі, Дублін. Він був архідияконом Росс з 1716 по 1749 рік. Джайлз Ейр був канцлером Корка з 1717 по 1730 рік. Був деканом Кіллалое з 1728 року до своєї смерті. Був превандантом Клонферта з 1730 по 1750 рік. Володів посадою скарбника Кілмакдау з 1737 року і до своєї смерті.
Сер Річард Кокс – І баронет Кокс (25 березня 1650 - 3 травня 1733) був ірландським юристом та суддею. Він працював головою суда загальних прохань Ірландії з 1701 по 1703 рік, володів посадою лорд-канцлера Ірландії з 1703 по 1707 рік. Також був лордом верховного суду лави королеви Ірландії з 1711 по 1714 рік. Сер Річард Кокс народився в місті Бандон, графство Корк, Ірландія. Він був правнуком Річарда Кокса (помер у 1581 році), єпископа Елі з 1559 по 1581 рік і канцлером Оксфорда з 1547 по 1552 рік. Його сім'я прибула з Уїлтширу приблизно в 1600 році. І була розкуркулена під час ірландського повстання 1641 року. Його батьком був капітан Річард Кокс II (1610 – 1651), а його матір’ю була Кетрін Берд, дочка Вальтера Берда і вдова капітана Томаса Баттена. Вона народилася в Клонакілті, графство Корк, Ірландія, а померла в 1651 році, ймовірно, в Бандоні. Її смерть була спричинена горем за її другим чоловіком, якого в 1651 році за незрозумілих обставин вбив капітан Нортон. Таким чином Річард осиротів до трьох років, і його виховували бабуся і дідусь по матері та його дядько Джон Берд у графстві Корк. Він ходив до школи в Клонакілті, а потім, за його власними словами, провів "три роки без діла". Успадкувавши від діда невелике майно, він поїхав до Англії, щоб вивчати право.
Джона Ейра – першого барона Ейр було вибрано до Ірландської палати громад від міста Ґолвей в 1748 році. Депутатом він був до 1768 року. В цьму році він отримав титул барона Ейр. Баронство було розташоване в Ейркурт, що в графстві Ґолвей.
Барон Ейр одружився з Елеонорою Стонтон - дочкою Джеймса Стонтона в 1746 році. Він помер у вересні 1781 року. У Джона Ейра не було синів, що вижили. Після смерті барона Джона Ейра титул барона Ейра помер разом з ним.